# پاین منر (فلوریدا)
پاین منر (به انگلیسی: Pine Manor) یک حوزه سرشماری در ایالات متحده آمریکا است که در شهرستان لی، فلوریدا واقع شده‌است. پاین منر ۱٫۱ کیلومتر مربع مساحت و ۳٬۷۸۵ نفر جمعیت دارد و ۳ متر بالاتر از سطح دریا قرار دارد.